# 圣萨尔瓦托雷-泰莱西诺
圣萨尔瓦托雷-泰莱西诺（義大利語：San Salvatore Telesino），是意大利贝内文托省的一个市镇。总面积18.2平方公里，人口4038人，人口密度221.9人/平方公里（2009年）。ISTAT代码为062068。